# Die Hölle der lebenden Toten
Die Hölle der lebenden Toten (Originaltitel: Virus) ist ein Horrorfilm der spanischen Films Dara und der italienischen Beatrice Film aus dem Jahr 1980. Regie führte Bruno Mattei, allerdings unter dem Pseudonym Vincent Dawn, sowie ungenannt Claudio Fragasso.
Die Inszenierung wurde erstmals am 17. November 1980 in Spanien und am 21. August 1981 in Italien veröffentlicht. Der deutsche Erscheinungstermin war der 27. November 1981.

## Handlung
Die US-Regierung unterhält in mehreren Dritte-Welt-Ländern chemische Gesundheitszentren, sogenannte HOPE-Center, die scheinbar zum Wohle der Menschheit mit Viren experimentieren. In Wirklichkeit sollen diese Forschungseinrichtungen – unter dem Deckmantel der Gesundheitsbehörde – die drohende Überbevölkerung in den Entwicklungsländern lösen und die Einheimischen infizieren, damit diese kannibalistisch über ihre Mitmenschen herfallen. Eine derartige Versuchsanlage befindet sich beispielsweise in Neuguinea, wo sich ein folgenschwerer Störfall ereignet. Das todbringende Virus wird freigesetzt, es kommt zur Infektion von Mitarbeitern, die nach ihrem Ableben wieder auferstehen und über alles und jeden herfallen. Innerhalb kürzester Zeit ist das ganze Areal von menschenfleischgierigen Wiedergängern, den Zombies, verseucht. Das marode Sicherheitssystem bewirkt letztlich eine Katastrophe ungeahnten Ausmaßes. Glücklicherweise gelingt es dem wissenschaftlichen Leiter des HOPE-Centers einen Notruf abzusetzen.
Daraufhin erhalten vier Mitglieder einer Antiterror-Spezialeinheit, die gerade in Spanien eine Geiselnahme des US-Konsulats durch Terroristen blutig vereitelten und dabei alle Geiselnehmer liquidierten, den Auftrag nach Neuguinea zu reisen, um dort alle belastenden Unterlagen der Versuchsreihe zu vernichten. Pikanterweise forderten die links motivierten Terroristen, die von den Eliteneinheiten erschossen werden, einen sofortigen Produktions- und Forschungsstopp des HOPE-Konzerns.
Die vierköpfige militärische Spezialeinheit um Lt. Mike London erreicht schließlich ihren Bestimmungsort im Pazifik. Auf dem Weg zu ihrem Einsatzgebiet durchqueren die Soldaten unbekanntes Terrain, begegnen dabei Untoten, deren Existenz über ihren Erfahrungshorizont hinausgeht. Dennoch setzen sie sich erfolgreich gegen die Zombies zur Wehr und treffen alsbald auf das französische Journalisten-Pärchen Lia und Pierre, die im Auftrag eines US-Fernsehsenders einen Dokumentarfilm drehen. Den um Diskretion bemühten Männern sind die beiden Reporter allerdings ein Dorn im Auge. Da die Soldaten die beiden Zivilisten nicht unnötig in Gefahr bringen wollen – die nördliche Provinz des Landes gilt offiziell als „verseucht“ – werden diese kurzerhand zum Bestimmungsort mitgeschleppt. Zwischenzeitlich müssen sich die Abenteurer stetigen Angriffen der lebenden Toten erwehren, bis sie letztendlich leicht dezimiert das HOPE-Zentrum erreichen. Die nunmehr drei Soldaten sowie Lia und Pierre finden ein offensichtlich verlassenes Fabrikgelände vor. Das Quintett begibt sich unverzüglich zur Schaltzentrale, wo sie abermals attackiert und der Reihe nach getötet bzw. infiziert werden. Lia entdeckt im Sterben liegend den wahren Zweck der HOPE-Fabrikanlagen: die Produktion von Viren, damit sich die Hungerleider der Welt gegenseitig zerfleischen.
Am Ende des Films greift die Epidemie auch auf die wohlhabenden Industriestaaten über. Die ganze Welt wird von den tödlichen Viren befallen.

## Kritiken
Das Lexikon des internationalen Films schrieb, der Film sei ein „müder Abklatsch der ‚Zombie‘-Filme, in denen menschenfressende Untote über die Lebenden herfallen.“ Des Weiteren sei die Produktion „eine mit pseudophilosophischen Betrachtungen aufgeladene Kannibalismus-Orgie.“

## Hintergrund
Der Film war seit 1982 in Deutschland indiziert, 2000 folgte die Beschlagnahmung wegen Verstoßes gegen StGB § 131 (Gewaltdarstellung). Im Dezember 2022 wurden die Beschlagnahmung und die Indizierung aufgehoben.